# Бене-Ларіо
Бене-Ларіо (італ. Bene Lario) — муніципалітет в Італії, у регіоні Ломбардія, провінція Комо.
Бене-Ларіо розташоване на відстані близько 530 км на північний захід від Рима, 65 км на північ від Мілана, 26 км на північ від Комо.
Населення — 325 осіб (2014).

## Демографія
Населення за роками:

Станом на 1 січня 2023 року в муніципалітеті офіційно проживали 3 іноземці з 3 країн, серед них 2 громадяни країн Євросоюзу.

## Сусідні муніципалітети
- Карлаццо
- Грандола-ед-Уніті
- Ленно
- Порлецца